# Mehmed I. Giray

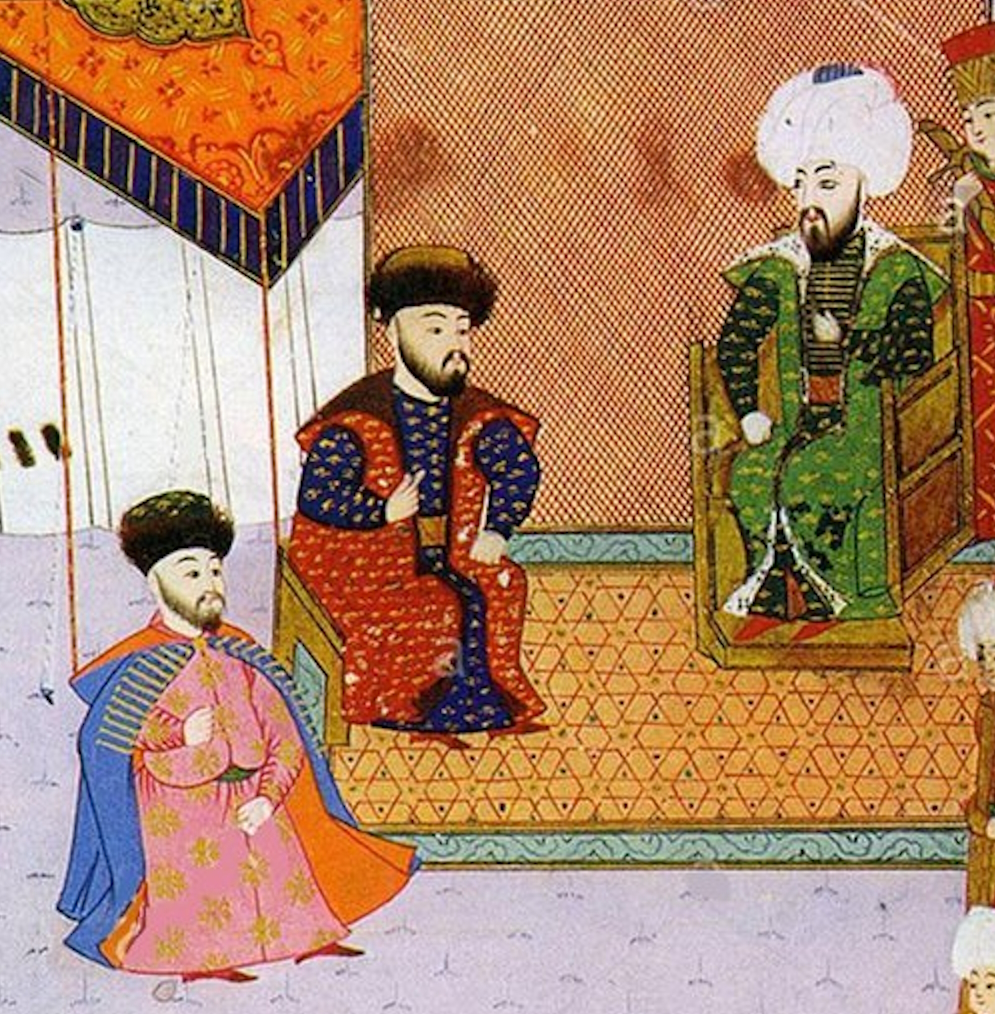
Meñli I. Giray mit seinem ältesten Sohn, dem späteren Khan Mehmed I. Giray (links) und dem türkischen Sultan Bayezid II. (rechts)

Mehmed I. Giray, genannt der Große (krimtatarisch I Mehmed Geray, in arabischer Schrift ١ محمد كراى‎; * 1465; † 1523) war ab 1515 Khan der Krim. Er übernahm die Herrschaft über das Khanat nach dem Tod seines Vaters Meñli I. Giray.
Am 25. Oktober 1520 verbündete sich Mehmed I. mit dem polnischen König Sigismund I., der mit dem Moskowiter in seiner Eigenschaft als Großfürst von Litauen im Krieg lag (Moskowitisch-Litauischer Krieg 1512–1522). 1521 zog er gegen das Khanat von Kasan, wo er im Frühling seinen jüngeren Bruder Sahib I. Giray auf den hiesigen Thron setzte. Mit vereinten Kräften beider Khanate und durch ein Bündnis mit Polen-Litauen gestärkt, zog er im Juli 1521 gegen das Moskowiter Reich. Er schlug das Heer des moskowitischen Großfürsten an der Oka und erreichte alsbald die Mauern Moskaus. Großfürst Wassili III. sah sich durch die Belagerung seiner Hauptstadt gezwungen an den Khan der Krim Tributzahlungen zu leisten. 
Khan Mehmed wurde im Herbst 1523 fast unmittelbar nach der Eroberung Astrachans durch Nogaier ermordet. Im Amt des Khans folgte ihm Ğazı I. Giray nach.
Siehe auch: Liste der Krim-Khane